# سلول های گانگلیونی ذاتاً حساس به نور شبکیه

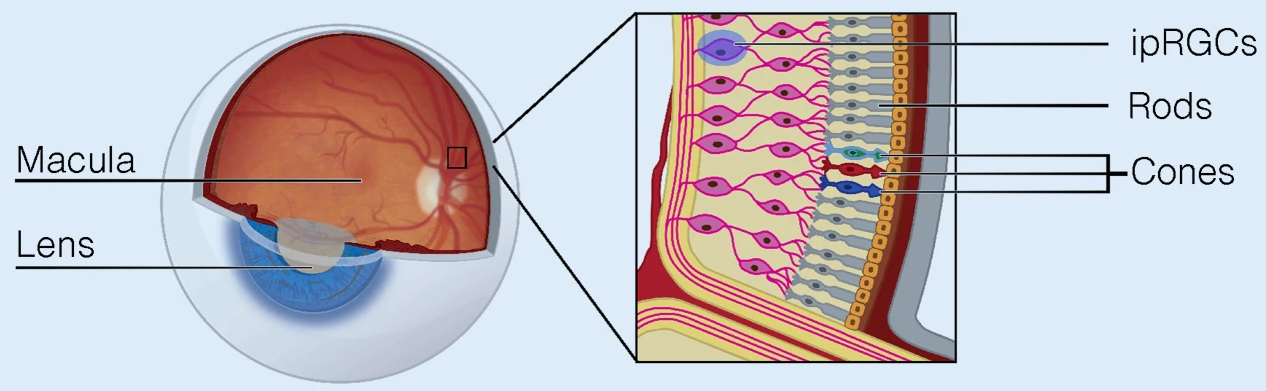
دید کلّی گیرنده‌های نور شبکیه (به ipRGCها در سمت راست_بالای راهنما اشاره شده است)

سلول‌های گانگلیونی ذاتاً حساس به نور شبکیه (ipRGCها)، همچینین با نام سلول‌های گانگلیونی حساس به نور شبکیه(pRCG)، یا سلول‌های گانگلیونی ملانوپسین دار شبکیه(mRCGها)، نوعی نورون واقع در شبکیه چشم پستانداران می‌باشد. اولین ایهامات دربارهٔ ipRGCها برای اولین بار در سال ۱۹۲۷ میلادی ایجاد شد، زمانی که موش‌های بدون گیرنده‌های استوانه ای و مخروطی هنوز با تنگ شدن مردمک چشم، به تحریک نوری پاسخ می‌دادند، این به این مفهوم بود که سلول‌های مخروطی و استوانه ای تنها نورون‌های حساس به نور در شبکیه نیستند. با این حال، تحقیقات روی این سلول‌ها تا دهه ۱۹۸۰ میلادی پیشرفتی نداشت. پژوهش‌های اخیر نشانگر این است که این سلول‌های گانگلیونی شبکیه، برخلاف بقیه سلول‌های مذکور، به علت داشتن ملانوپسین که نوعی پروتئین حساس به نور است، ذاتاً حساس به نور هستند؛ بنابراین، آنها علاوه بر سلول‌های استوانه ای و مخروطی، دسته سوم گیرنده‌های نوری را تشکیل می‌دهند.